# Allorhynchium quadrimaculatum
Allorhynchium quadrimaculatum är en stekelart som beskrevs av Gusenleitner 1997. Allorhynchium quadrimaculatum ingår i släktet Allorhynchium och familjen Eumenidae. Inga underarter finns listade i Catalogue of Life.